# Sobaeksu SC
El Sobaeksu SC (en coreano: 소백수체육단, Sobaeksu Ch'eyuktang) es un equipo de fútbol de Corea del Norte que juega en la Liga de fútbol de Corea del Norte, la primera división nacional.

## Historia
Fue fundado en el año 2010 en la capital Pionyang como el equipo representante de la Segunda Fuerza Armada de Corea del Norte, similar al 4.25 Sports Club y es un club multideportivo que cuenta con secciones en baloncesto, voleibol, y hockey sobre hielo, en masculino y femenino.
Su primer logro importante fue el título de la Copa Hwaebul en 2017 venciendo 2-1 en la final al Ryomyong SC.

## Rivalidades
Su principal rival es el Kigwancha, equipo ferroviário de la capital y con quien comparte el estadio.

## Palmarés
- Copa Hwaebul: 1

2017